# Haring (Michigan)
Haring – jednostka osadnicza w Stanach Zjednoczonych, w stanie Michigan, w hrabstwie Wexford.